# میگل پرز (بازیکن فوتبال، زاده ۱۹۸۰)
میگل پرز (انگلیسی: Miguel Pérez؛ زادهٔ ۲۸ مهٔ ۱۹۸۰) بازیکن فوتبال اهل اسپانیا است.
از باشگاه‌هایی که در آن بازی کرده‌است می‌توان به باشگاه فوتبال دپورتیوو آلاوس، باشگاه فوتبال نومانسیا، باشگاه فوتبال لوانته، باشگاه خیمناستیک تاراگونا، و باشگاه فوتبال ختافه اشاره کرد.